# Alexander Alexandrowitsch Charkewitsch
Alexander Alexandrowitsch Charkewitsch (russisch Александр Александрович Харкевич; * 3. Februar 1904 in Sankt Petersburg; † 30. März 1965 in Moskau) war ein russischer Wissenschaftler und Wegbereiter der Nachrichtentechnik.

## Leben
Seine Schulzeit fiel in die Zeit der Revolution und des Krieges. Die zweite Stufe der sowjetischen Schule absolvierte er 1921. Am Leningrader Elektrotechnischen Institut wurde er 1922 immatrikuliert. Neben seinem Studium nahm er 1924 eine Tätigkeit in der Industrie auf. Als Monteur in einem Labor für Akkumulatoren arbeitete er fünf Jahre, später als Praktikant und Techniker.
Schließlich wurde ihm im Werk eine leitende Funktion angeboten. Dadurch verlängerte sich seine Studienzeit. Allerdings wurde er durch seine Industrieerfahrungen zu einem ausgebildeten Ingenieur. Im Jahre 1929 nahm er im Zentralen Rundfunklaboratorium eine Tätigkeit als Oberlaborant auf. Im Jahre 1932 wurde er zum Oberingenieur ernannt. Im Jahre 1930 beendete er sein Studium und wechselte 1932 in den Hochschuldienst.
Zunächst arbeitete er als Assistent, später als Dozent und wurde schließlich zum Ordentlichen Professor an die Elektrotechnische Militärakademie berufen. 1938 verteidigte er seine Habilitationsschrift und übernahm als Professor einen Lehrstuhl am Leningrader Nachrichtentechnischen Institut. Zum Leiter des Laboratoriums am Physikalisch-technischen Institut wurde er 1941 ernannt.
1944 übernahm er die Leitung eines Lehrstuhls am Lemberger Polytechnischen Institut, und 1948 wurde er als korrespondierendes Mitglied der Wissenschaften der Ukrainischen SSR gewählt. Anfang der 1950er Jahre bearbeitete er Themen der Untersuchung von Wellenvorgängen, Spektralmethoden der Akustik, der Radiotechnik und der Schwingungstheorie. Nach Moskau ging er im Jahre 1952. Von 1954 arbeitete er als wissenschaftlicher Mitarbeiter höheren Grades in einem Laboratorium der Akademie der Wissenschaften der UdSSR an wissenschaftlichen Problemen der drahtgebundenen Nachrichtenübertragung.
Zu diesen Themen veröffentlichte er Arbeiten der grundlegenden Methoden der Informationstheorie und der statistischen Nachrichtentheorie, die in der Technik angewendet wurden. Auf seine Initiative wurde aus seinem Labor ein Institut der Akademie der Wissenschaften der UdSSR, dass sich mit Problemen der Informationsübertragung beschäftigte. Er erkannte als erster die neue Richtung, die an der Nahtstelle von Informationstheorie und statistischer Physik entstanden war.
Er erkannte die Notwendigkeit, physikalische Vorgänge in Übertragungsprozessen und in der Informationsverarbeitung zu untersuchen. Besonders widmete er sich innerhalb der Kybernetik der Zeichenerkennung. Den ersten Vortrag über diese Thematik hielt er 1959 am Moskauer Elektrotechnischen Institut für Nachrichtenwesen. Unter seiner Leitung wurden Untersuchungen zur automatischen Erkennung von Sprache und Bildern ausgeführt. Großes Interesse zeigte er für Fragen der Informationsverarbeitung in Lebewesen.
Bekannt ist sein Ausspruch: „Das Leben beginnt dort, wo die Information beginnt“. Besonders war er den noch wenig erforschten Grenzgebieten der Informationswahrnehmung durch das menschliche Gehirn, aber auch den Problemen des schöpferischen Denkens und der Intuition zugeneigt. Er unternahm einen der ersten Versuche, über den Rahmen der Shannonschen Theorie hinauszugehen und ein quantitatives Maß für den Wert der Information anzugeben.
Im Jahre 1960 wurde er zum korrespondierenden Mitglied der Akademie der Wissenschaften der UdSSR gewählt und 1964 zum Vollmitglied der Akademie berufen. Er war ebenfalls Mitglied der Ukrainischen Akademie der Wissenschaften. Am 30. März 1965 verstarb er an seinem Schreibtisch.

## Werke
- Theorie der Umsetzer, 1941–1944
- Instationäre Wellenvorgänge, 1950
- Spektren und Analyse, 1952 (Originaltitel „Spektry i analiz“. Gosudarst. Izdat. Techniko-Teoretičeskoj Lit., Moskau, 1952)
- Abriß der allgemeinen Nachrichtentheorie, 1955
- Nichtlineare und parametrische Erscheinungen in der Funktechnik, 1956 (Originaltitel „LinkNelinejnye i parametričeskie javlenija v radiotechnike“)
- Kampf mit Störungen, 1963
- Signale und Störungen. Oldenbourg Verlag, München, 1968. (Übersetzung von „Bor'ba s pomechami“. Gosudarstvennoe Izdatel'stvo Fiziko-Matematičeskoj Literatury, Moskau, 1963)